# Нова Слобода (Гірськомарійський район)
Нова Слобода́ (рос. Новая Слобода, марій. Авасер) — присілок у складі Гірськомарійського району Марій Ел, Росія. Входить до складу Пайгусовського сільського поселення.

## Населення
Населення — 117 осіб (2010; 127 у 2002).
Національний склад (станом на 2002 рік):
- гірські марійці — 91 %